# Le Bouchage (Charente)
Le Bouchage é uma comuna francesa na região administrativa da Nova Aquitânia, no departamento de Charente. Estende-se por uma área de 16,43 km². Em 2010 a comuna tinha 173 habitantes (densidade: 10,5 hab./km²).